# آلن جاج (بازیکن فوتبال)
آلن جاج (انگلیسی: Alan Judge؛ زادهٔ ۱۱ نوامبر ۱۹۸۸) بازیکن فوتبال اهل جمهوری ایرلند است.
از باشگاه‌هایی که در آن بازی کرده‌است می‌توان به باشگاه فوتبال بلکبرن روورز، باشگاه فوتبال برنتفورد، باشگاه فوتبال نوتس کانتی، و باشگاه فوتبال پلیموث آرگیل اشاره کرد.